# Torre Franca

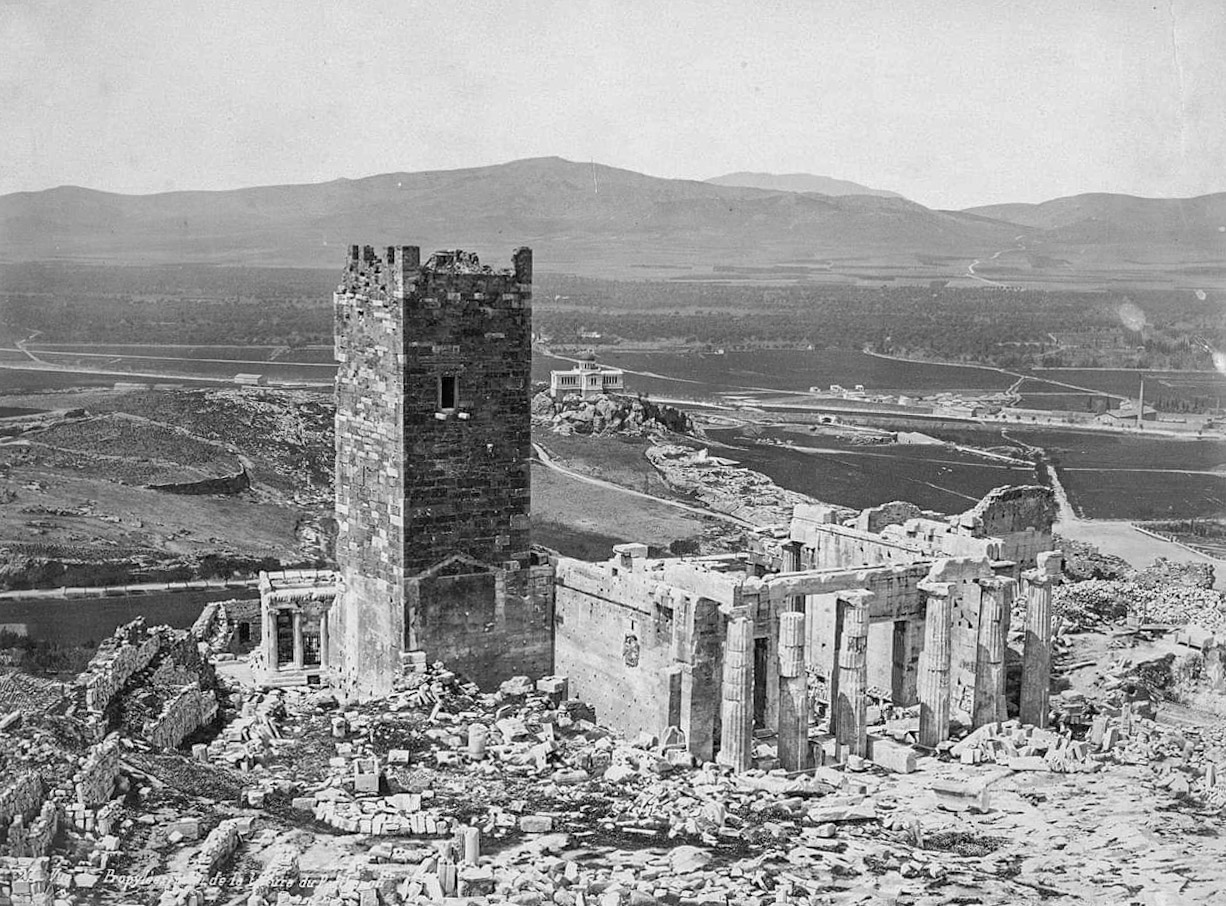
La Torre Franca nel 1874, prima della demolizione

La Torre Franca era una torre medievale costruita sull'acropoli di Atene dai Franchi come parte del palazzo dei Duchi di Atene. Fu demolita dalle autorità greche nel 1874, su iniziativa e finanziamento di Heinrich Schliemann.

## Posizione e aspetto
La torre era situata sul lato occidentale dell'Acropoli, vicino ai Propilei, ma probabilmente non comunicava direttamente con essi; infatti dipinti e fotografie del XIX secolo mostrano l'entrata in superficie, sul lato orientale della torre al secondo piano, circa 6 m al di sopra l'architrave dei Propilei. Le fonti letterarie attestano che la porta era accessibile tramite una scala esterna in legno. D'altra parte, un paio di immagini mostrano anche un ingresso al livello del terreno sul lato occidentale: ciò significa che la parte più bassa della torre era probabilmente separata da quella più alta, ed usata come prigione o come ripostiglio.
La torre era stata costruita con pietra proveniente dalle cave del Pentelico e del Pireo, facendo largo uso di materiali provenienti dagli edifici antichi dell'Acropoli. Era di forma all'incirca quadrata, 8,7 m per 7,8 m, e i suoi muri avevano uno spessore di 1,75 m alla base. Con un'altezza di 26 m, la sua cima, accessibile tramite una scala in legno, dominava la pianura centrale dell'Attica e le montagne circostanti. Il lato settentrionale della torre ne ha una piccola torretta che sporgeva dal muro, sopra la quale si potevano accendere fuochi di segnalazione che erano visibili da Acrocorinto nel Peloponneso. Vecchi schizzi del XVII secolo mostrano anche che la torre fu merlata.

## Storia

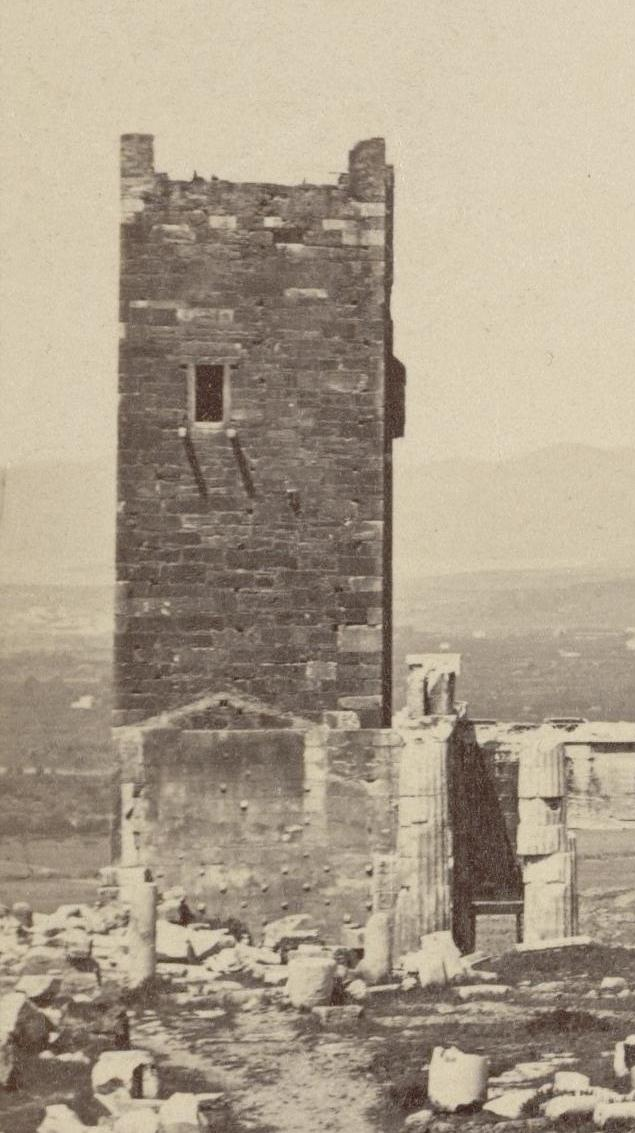
Vista ravvicinata della torre

La data di costruzione della Torre Franca è incerta e a causa della sua demolizione ora non è possibile datarla con certezza. La costruzione è attribuita alla famiglia degli Acciaioli, che governò il Ducato di Atene dal 1388 fino alla conquista da parte dell'Impero ottomano nel 1458, dato che furono loro a trasformare i Propilei in un palazzo. Comunque, secondo il medievalista Peter Lock, la torre "potrebbe essere ugualmente attribuita" alla prima dinastia di duchi franchi di Atene o alla famiglia del XIII secolo de la Roche, che aveva anch'essa una residenza nel sito, della quale non abbiamo dettagli.
La torre potrebbe essere stata la fonte d'ispirazione per la "grete tour" nel palazzo del duca di Atene dove viene imprigionato Palamone ne Il racconto del cavaliere di Geoffrey Chaucer.
Sotto il governo ottomano la torre — conosciuta come Goulas o Koulas (Γουλάς/Κουλάς, dal turco kule, "torre") — era usata come negozio di sale o come prigione. Quando scoppiò la guerra d'indipendenza greca nel 1821, dodici notabili ateniesi furono imprigionati qui come ostaggi dalle autorità ottomane e nove di loro vennero poi uccisi durante l'assedio della Acropoli da parte dei Greci ribelli (1821–1822), mentre gli altri tre riuscirono a fuggire. Nel 1825 il comandante militare greco Odysseas Androutsos fu imprigionato nella torre dai suoi rivali politici, torturato e infine ucciso.
La torre fu smantellata nel 1874, come parte di una più ampia ripulitura dell'Acropoli dagli edifici post-classici, un progetto iniziato e finanziato da Heinrich Schliemann. La demolizione di "una parte integrante dell'orizzonte ateniese" (Théophile Gautier) suscitò grandi critiche da parte dei cittadini. I lavori iniziarono il 2 giugno, ma qualche giorno dopo la demolizione fu fermata per ordine del re Giorgio I; Schliemann allora scrisse al re un'indignata lettera di protesta. Alla fine, nonostante l'opposizione del re, la torre fu abbattuta. William Miller, studioso della Grecia all'epoca della dominazione franca, ha in seguito definito la demolizione della Torre Franca come "un atto di vandalismo indegno di qualunque popolo dotato del senso della continuità storico" e un "pedante atto di barbarie".